# Istituto Rio Branco
L'Instituto Rio Branco (IRBr) è la scuola diplomatica del Brasile. Creato nel 1945 come parte della commemorazione del centenario della nascita di José Paranhos, barone di Rio Branco, cui deve questo nome, che fu il principale artefice della politica estera brasiliana all'inizio del XX secolo, e anche responsabile per i negoziati sui confini del Brasile.